# Greger Bååth
Loydh Greger Bååth, född 17 mars 1950 i Steneby församling i Älvsborgs län, är en svensk utredare, rektor och generaldirektör.
Mellan åren 2002 och 2008 var han generaldirektör för Specialskolemyndigheten (SPM). År 2008 omorganiserades myndigheten och ändrade namn till Specialpedagogiska skolmyndigheten (SPSM). Bååth blev generaldirektör även för denna myndighet, fram till hans förordnande gick ut 2017.
Han har även varit utredare för ett flertal statliga utredningar och varit rektor för Birgittaskolan i Örebro. 2000 förlänades Bååth H.M. Konungens medalj för "betydelsefulla insatser för undervisningen av döva och synskadade samt överhuvudtaget för sitt djupa engagemang för gravt handikappade unga människor".